# HD 10486
HD 10486，又名BD+44 354，SAO 37460、HR 495，是一颗恒星，视星等为6.34，位于銀經132.4，銀緯-16.59，其B1900.0坐标为赤經1h 37m 11s，赤緯+44° -16.59′ 5″。